# Vigia florestal

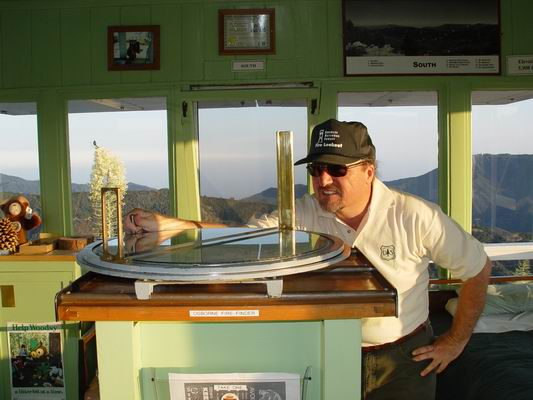
Vigia florestal do USFS em serviço na Vetter Mountain, Califórnia.

Um vigia florestal, também chamado de vigia de incêndio, é uma pessoa designada para monitorar a ocorrência de incêndios do topo de uma torre de vigia. Essas torres são usadas em áreas remotas, normalmente no topo de montanhas com grande altitude e uma boa visão do terreno circundante, para detectar fumaça causada por um incêndio florestal.